# José María Muñoa
José María Muñoa Ganuza (Pau, 1942), es un ingeniero y político del País Vasco, España.

## Biografía
Hijo de exiliados de la dictadura franquista, se formó en Grenoble (Francia). Militante del Partido Nacionalista Vasco, ha trabajado como ingeniero en Francia y Madrid, hasta que en 1983 fue nombrado por el Gobierno Vasco presidido por José Antonio Ardanza responsable del desarrollo de las pequeñas empresas en crisis. En 1990 fue nombrado comisionado del Lendakari para las Relaciones Exteriores, cargo que ocupó hasta 2007. Fue también representante de la comunidad autónoma del País Vasco en el Comité de las Regiones de Europa. En 2008, sustituyó a Javier Retegi como presidente de la Sociedad de Estudios Vascos.